# Hippocampus sarmaticus
Hippocampus sarmaticus es una especie extinta de caballito de mar que vivió durante el Mioceno. Fue descrita por Zalohar et al en 2009.
Entre los restos, se conserva íntegramente un ejemplar hembra adulta, con placas óseas y otras características macroscópicas importantes. El resto son en su mayoría ejemplares juveniles y restos de cabeza y columna vertebral de adultos.